# グラミー賞 映画・テレビサウンドトラック部門
グラミー賞 映画・テレビサウンドトラック部門（グラミーしょう えいが・テレビサウンドトラックぶもん、Grammy Award for Best Score Soundtrack Album for a Motion Picture, Television or Other Visual Media）は、グラミー賞の部門の一つ。

## 受賞作一覧

### 1960年代
- 1960年 - 或る殺人（デューク・エリントン）
- 1961年 - 栄光への脱出（アーネスト・ゴールド）
- 1962年 - ティファニーで朝食を（ヘンリー・マンシーニ）
- 1963年 - 受賞作なし
- 1964年 - トム・ジョーンズの華麗な冒険（ジョン・アディソン（英語版））
- 1965年 - メリー・ポピンズ（リチャード・M・シャーマン、ロバート・B・シャーマン）
- 1966年 - いそしぎ（ジョニー・マンデル）
- 1967年 - ドクトル・ジバゴ（モーリス・ジャール）
- 1968年 - スパイ大作戦（ラロ・シフリン）
- 1969年 - 卒業（デイヴ・グルーシン、ポール・サイモン）

### 1970年代
- 1970年 - 明日に向って撃て!（バート・バカラック）
- 1971年 - レット・イット・ビー（ジョージ・ハリスン、ジョン・レノン、ポール・マッカートニー、リンゴ・スター）
- 1972年 - 黒いジャガー（アイザック・ヘイズ）
- 1973年 - ゴッドファーザー（ニーノ・ロータ）
- 1974年 - かもめのジョナサン（ニール・ダイアモンド）
- 1975年 - 追憶（マーヴィン・ハムリッシュ）
- 1976年 - ジョーズ（ジョン・ウィリアムズ）
- 1977年 - カー・ウォッシュ（ノーマン・ホイットフィールド）
- 1978年 - スター・ウォーズ（ジョン・ウィリアムズ）
- 1979年 - 未知との遭遇（ジョン・ウィリアムズ）

### 1980年代
- 1980年 - スーパーマン（ジョン・ウィリアムズ）
- 1981年 - スター・ウォーズ 帝国の逆襲（ジョン・ウィリアムズ）
- 1982年 - レイダース/失われたアーク《聖櫃》（ジョン・ウィリアムズ）
- 1983年 - E.T.（ジョン・ウィリアムズ）
- 1984年 - フラッシュダンス（ジョルジオ・モロダー）
- 1985年 - パープル・レイン（『プリンス/パープル・レイン』、プリンス）
- 1986年 - ビバリーヒルズ・コップ（ハロルド・フォルターメイヤー）
- 1987年 - 受賞作なし
- 1988年 - アンタッチャブル（エンニオ・モリコーネ）
- 1989年 - ラストエンペラー（坂本龍一、デイヴィッド・バーン、蘇聡）

### 1990年代
- 1990年 - 恋のゆくえ（デイヴ・グルーシン）
- 1991年 - グローリー（ジェームズ・ホーナー）
- 1992年 - ダンス・ウィズ・ウルブズ（ジョン・バリー）
- 1993年 - 美女と野獣（アラン・メンケン）
- 1994年 - アラジン（アラン・メンケン）
- 1995年 - シンドラーのリスト（ジョン・ウィリアムズ）
- 1996年 - クリムゾン・タイド（ハンス・ジマー）
- 1997年 - インデペンデンス・デイ（デヴィッド・アーノルド）
- 1998年 - イングリッシュ・ペイシェント（ガブリエル・ヤレド）
- 1999年 - プライベート・ライアン（ジョン・ウィリアムズ）

### 2000年代
- 2000年 - バグズ・ライフ（ランディ・ニューマン）
- 2001年 - アメリカン・ビューティー（トーマス・ニューマン）
- 2002年 - グリーン・デスティニー（譚盾）
- 2003年 - ロード・オブ・ザ・リング（ハワード・ショア）
- 2004年 - ロード・オブ・ザ・リング/二つの塔（ハワード・ショア）
- 2005年 - ロード・オブ・ザ・リング/王の帰還（ハワード・ショア）
- 2006年 - Ray/レイ（クレイグ・アームストロング）
- 2007年 - SAYURI（ジョン・ウィリアムズ）
- 2008年 - レミーのおいしいレストラン（マイケル・ジアッキーノ）
- 2009年 - ダークナイト（ハンス・ジマー、ジェームズ・ニュートン・ハワード）

### 2010年代
- 2010年 - カールじいさんの空飛ぶ家（マイケル・ジアッキーノ）
- 2011年 - トイ・ストーリー3（ランディ・ニューマン）
- 2012年 - 英国王のスピーチ（アレクサンドル・デプラ）
- 2013年 - ドラゴン・タトゥーの女（トレント・レズナー、アッティカス・ロス）
- 2014年 - 007 スカイフォール（トーマス・ニューマン）
- 2015年 - グランド・ブダペスト・ホテル（アレクサンドル・デスプラ）
- 2016年 - バードマン あるいは（無知がもたらす予期せぬ奇跡）（アントニオ・サンチェス）
- 2017年 - スター・ウォーズ/フォースの覚醒（ジョン・ウィリアムズ）
- 2018年 - ラ・ラ・ランド（ジャスティン・ハーウィッツ）
- 2019年 - ブラックパンサー（ルドウィグ・ゴランソン）

### 2020年代
- 2020年 - チェルノブイリ（ヒドゥル・グドナドッティル）
- 2021年 - ジョーカー（ヒドゥル・グドナドッティル）